# Gramicidine
Gramicidine sind von Bakterien gebildete Peptid-Antibiotika.
Für Arzneistoffe werden von dem Bakterium Bacillus brevis gebildete Gramicidine genutzt. Aus dem grampositiven Bodenbakterium lassen sich zwei strukturell und funktionell verschiedene Gramicidine isolieren: Gramicidin D (nach dem Entdecker Dubos) und Gramicidin S (nach dem Land des Entdeckers Georgi Gause Sowjetunion).
Das Bakterium Aneurinibacillus migulanus bildet das Gramicidin S. Eine Untersuchung ergab, dass das Bakterium gegen den Pilzbefall von Gurken durch den Falschen Mehltau eingesetzt werden kann.

## Struktur
Gramicidin D ist ein Gemisch aus Gramicidin A, B und C. Es ist ein lineares Pentadeka-Peptid mit der Primärsequenz:
Formyl–L-Val1–D-Gly2–L-Ala3–D-Leu4–L-Ala5–D-Val6–L-Val7–D-Val8–L-Trp9–D-Leu10–L-Xxx11–D-Leu12–L-Trp13–D-Leu14– L-Trp15–Ethanolamin,
wobei Gramicidin A Tryptophan (Trp), Gramicidin B Phenylalanin (Phe) und Gramicidin C Tyrosin (Tyr) an Position 11 im Peptid enthält. Die alternierende stereochemische Konfiguration (L- und D-Form) der Aminosäuren ist notwendig für die Bildung einer β-Helix in Membranen. Die weitere Unterteilung in A1 und A2, B1 und B2 sowie C1 und C2 kommt dadurch zustande, dass in der Position 1 anstelle von Valin auch Isoleucin vorkommen kann.
Gramicidin S hingegen ist ein cyclisches Deka-Peptid mit der Primärsequenz: [–L-Val–L-Orn–L-Leu–D-Phe–L-Pro–]2. Auch Gramicidin J1 und Gramicidin J2 weisen eine Ringstruktur auf.

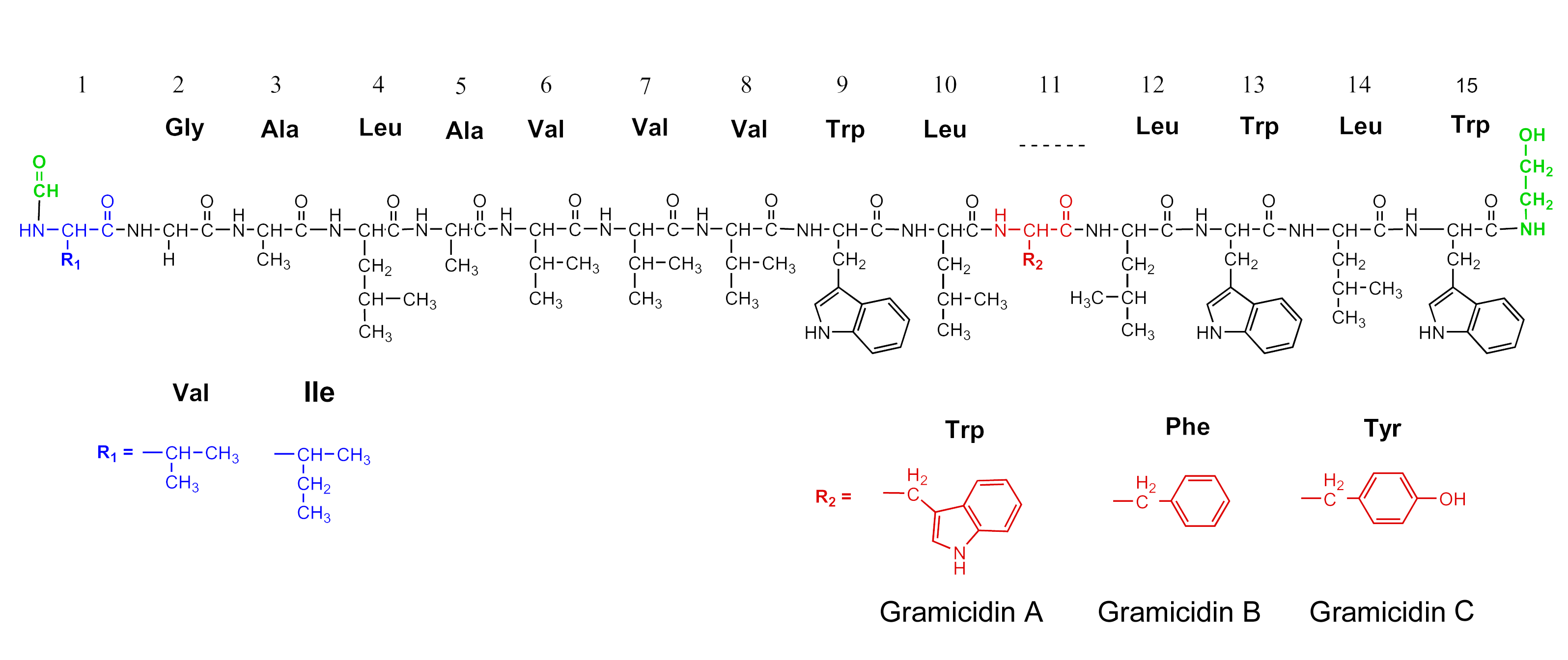
Struktur der linearen Gramicidine A, B und C

| Lineare Gramicidine                                                                                | Lineare Gramicidine | Lineare Gramicidine | Lineare Gramicidine | Lineare Gramicidine |              |
| -------------------------------------------------------------------------------------------------- | --- | --- | --- | --- | ------------ |
| HCO–X–Gly–L-Ala–D-Leu–L-Ala–D-Val–L-Val–D-Val–L-Trp– D-Leu–Y–D-Leu–L-Trp–D-Leu–L-Trp–NH-CH2-CH2-OH | | | | |              |
| Gramicidin                                                                                         | Summenformel | Molmasse | X | Y |              |
| A1                                                                                                 | C99H140N20O17 | 1882 | L-Val | L-Trp |              |
| A2                                                                                                 | C97H139N19O17 | 1896 | L-Ile | L-Trp |              |
| B1                                                                                                 | C99H140N20O17 | 1843 | L-Val | L-Phe |              |
| B2                                                                                                 | C100H142N20O17 | 1857 | L-Ile | L-Phe |              |
| C1                                                                                                 | C97H139N19O18 | 1859 | L-Val | L-Tyr |              |
| C2                                                                                                 | C98H141N19O18 | 1873 | L-Ile | L-Tyr |              |
| Cyclische Gramicidine                                                                              | | | | |              |
| Gramicidin                                                                                         | Ringstruktur | Ringstruktur | Ringstruktur | Ringstruktur | Ringstruktur |
| S                                                                                                  | ┌L-Val–L-Orn–L-Leu–D-Phe–L-Pro–L-Val–L-Orn–L-Leu–D-Phe–L-Pro┐ └────────────────────────────────────────────────────────┘ | ┌L-Val–L-Orn–L-Leu–D-Phe–L-Pro–L-Val–L-Orn–L-Leu–D-Phe–L-Pro┐ └────────────────────────────────────────────────────────┘ | ┌L-Val–L-Orn–L-Leu–D-Phe–L-Pro–L-Val–L-Orn–L-Leu–D-Phe–L-Pro┐ └────────────────────────────────────────────────────────┘ | ┌L-Val–L-Orn–L-Leu–D-Phe–L-Pro–L-Val–L-Orn–L-Leu–D-Phe–L-Pro┐ └────────────────────────────────────────────────────────┘ |              |
| J1                                                                                                 | ┌L-Val–D-Orn–D-Phe–D-Leu–L-Phe–L-Pro–D-Orn┐ └───────────────────────────────────────┘                                    | ┌L-Val–D-Orn–D-Phe–D-Leu–L-Phe–L-Pro–D-Orn┐ └───────────────────────────────────────┘                                    | ┌L-Val–D-Orn–D-Phe–D-Leu–L-Phe–L-Pro–D-Orn┐ └───────────────────────────────────────┘                                    | ┌L-Val–D-Orn–D-Phe–D-Leu–L-Phe–L-Pro–D-Orn┐ └───────────────────────────────────────┘                                    |              |
| J2                                                                                                 | ┌L-Val–L-Orn–D-Leu–D-Phe–L-Pro–D-Orn┐ └─────────────────────────────────┘                                                | ┌L-Val–L-Orn–D-Leu–D-Phe–L-Pro–D-Orn┐ └─────────────────────────────────┘                                                | ┌L-Val–L-Orn–D-Leu–D-Phe–L-Pro–D-Orn┐ └─────────────────────────────────┘                                                | ┌L-Val–L-Orn–D-Leu–D-Phe–L-Pro–D-Orn┐ └─────────────────────────────────┘                                                |              |

## Entdeckungsgeschichte
Gramicidin D wurde erstmals 1940 von René Dubos und Gramicidin S erstmals 1944 von Braschnikowa und Georgi Gause aus dem Kulturüberstand von Bacillus brevis isoliert. Gramicidin D wird selbst nicht am Ribosom, sondern über die nichtribosomale Peptidsynthese synthetisiert. Die Synthesemaschinerie setzt sich aus einem cytoplasmatischen Multienzymkomplex zusammen. Diese Synthese ist jedoch etwas ungenauer als die ribosomale, wodurch wohl die Unterschiede in Gramicidin A, B und C entstehen.

## Wirkungsmechanismus
Seine bakterizide Wirkung als porenbildendes Toxin kommt durch Einlagerung des lipophilen Moleküls in Zellmembranen zustande: Zwei Moleküle Gramicidin bilden einen Ionenkanal zwischen dem Zytoplasma und dem Zelläußeren. Dieser Kanal ist spezifisch für einwertige (monovalente) Kationen wie z. B. Kalium, lässt jedoch zweiwertige (divalente) Kationen sowie Anionen nicht durch. Dadurch setzt ein unregulierter Ionenfluss in Richtung des jeweiligen Konzentrations- und elektrochemischen Gradienten ein, der zum Zelltod führt. Je nach Konzentration reicht die Wirkung von einem Absenken der Membranfluidität und Aktivierung/Inhibierung membranständiger Enzyme über geänderte Ionenpermeabilität bis hin zu einer völligen Zerstörung der Membran. Dadurch wirkt Gramicidin sowohl für prokaryotische als auch für eukaryotische Zellen giftig.

## Verwendung

### Arzneistoff
Gramicidin D wird als Antibiotikum vor allem in Kombinationspräparaten zur äußerlichen Anwendung (Auge, Ohr, Nase, Haut) angewendet. Der Arzneistoff (Freiname Gramicidin) besteht zu mindestens 95 % in Summe aus den linearen Gramicidinen A1, A2, B1, C1 und C2. Daran macht Gramicidin A1 mit mindestens 60 % den Hauptanteil aus, Gramicidin B2 ist als Verunreinigung zu maximal 2 % enthalten.
Das natürlich vorkommende Gemisch von Gramicidin und Tyrocidin nennt man Tyrothricin. Es wird vor allem bei Infektionen in Mundhöhle und Rachen (Lutschtabletten) oder zur Wundbehandlung (Gel/Puder) verwendet.

### Biochemie
In der Forschung wird Gramicidin unter anderem bei der elektrophysiologischen Untersuchung von Zellen angewandt. Bei der sogenannten perforated patch-Technik (eine Variante der Patch-Clamp-Technik) wird eine Glas-Pipette mit einer leitenden Lösung gefüllt, welche außerdem Gramicidin enthält. Wird die Spitze dieser Pipette auf eine Zellmembran aufgesetzt, bildet das Gramicidin Poren/Kanäle in der Membran der zu untersuchenden Zelle, womit ein leitender Kontakt zwischen Messpipette und Zelle hergestellt wird. Da die entstehenden Kanäle für Ionen durchlässig sind, nicht aber für größere Zellbestandteile, können die elektrischen Eigenschaften einer Zelle gemessen werden, ohne gravierende Veränderungen des intrazellulären Milieus (bei der herkömmlichen Patch-Clamp-Technik wird dagegen das intrazelluläre Milieu stark verändert).

## Kontraindikationen
Bei Verdacht auf Verbindung des Anwendungsgebiets mit dem Liquorraum oder den Hirnhäuten darf Gramicidin nicht angewendet werden.

## Fertigarzneimittel
Kombinationspräparate
- mit Polymyxin-B und Neomycin bzw. Bacitracin: Neosporin (CH), Polyspectran (D)
- mit Dexamethason: Sofradex (CH)
- mit Fluocinonid, Neomycin, Nystatin: Mycolog (CH), Topsym polyvalent (CH)

Monopräparate
- nur im natürlichen Gemisch mit Tyrocidin als Tyrothricin: Dorithricin (D), Lemocin (D), Tyrosur (D)